# Lanius collurio
L'averla piccola (Lanius collurio Linnaeus, 1758) è un uccello passeriforme della famiglia Laniidae.

## Etimologia
Il nome scientifico della specie, collurio, deriva dal greco antico κολλυρίων?, kollyrìōn, utilizzato da Aristotele ed Esichio per indicare un uccelletto non meglio identificato, ma generalmente associato all'averla.

## Descrizione

### Dimensioni
Misura 17-19 cm di lunghezza, per 22,5-34 g di peso.

### Aspetto
Si tratta di uccelli dall'aspetto robusto e massiccio, muniti di testa piuttosto grande e di forma ovale, becco forte e uncinato, zampe forti e piuttosto corte, ali corte e arrotondate e coda piuttosto lunga, sottile e dall'estremità squadrata.

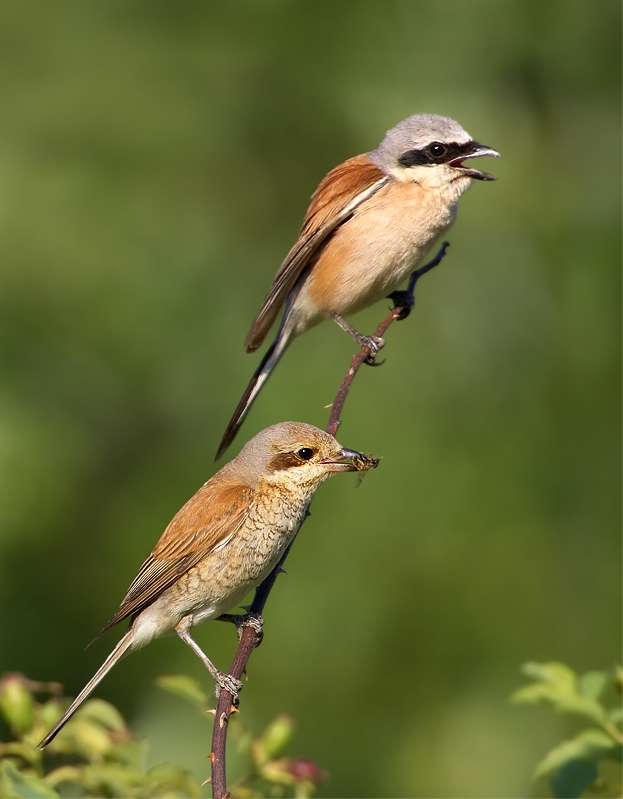
Coppia (maschio in alto) a Libavá.

L'averla piccola mostra dimorfismo sessuale: i maschi presentano calotta (fronte, vertice e nuca) di color grigio ardesia, petto e fianchi di color bianco-crema sfumato di rosa, il quale schiarisce nel bianco panna su gola, ventre e sottocoda. Il dorso è di color rosso mattone, e dello stesso colore sono le ali, queste ultime con remiganti più opache e dall'orlo tendente al nerastro: il codione è grigio come la calotta, mentre la coda è nera e dello stesso colore è la caratteristica mascherina facciale (orlata superiormente da un sopracciglio biancastro) che si estende dai lati del becco all'orecchio e alla parte superiore delle guance.

La femmina presenta pattern di colorazione simile a quello del maschio, ma con colori più sobri e mimetici: la calotta è bruno-grigiastra, il dorso, le ali e la coda (così come le guance) sono di color nocciola, il petto e i fianchi sono di color beige con le singole penne orlate di scuro, e ventre e sottocoda sono di colore bianco sporco.

Specialmente i maschi presentano una certa variazione intraspecifica della colorazione su base geografica, con le popolazioni meridionali più scure e dall'area ventrale maggiormente sfumata di beige-arancio e quelle più settentrionali dalla colorazione più chiara e definita.
In ambedue i sessi gli occhi sono di colore bruno scuro, le zampe sono di colore nerastro e il becco si presenta di color grigio-rosato con punta e metà distale superiore di colore nerastro.

## Biologia

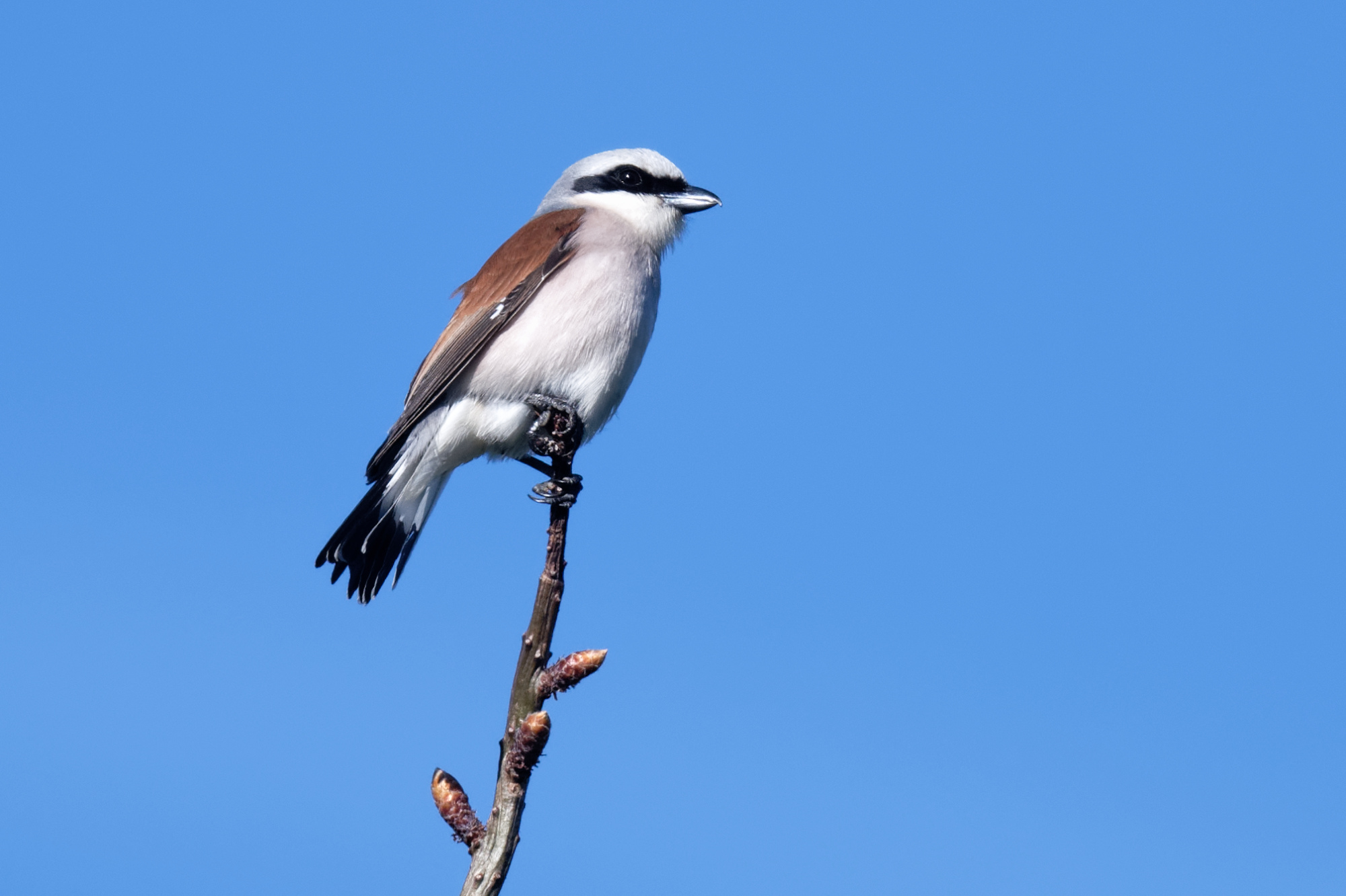
Maschio osserva il territorio ad Arfeuilles.

Si tratta di uccelli dalle abitudini di vita diurne e solitarie: molto territoriali (a dispetto delle abitudini migratorie, tanto che esse ritagliano dei propri mini-territori anche durante l'evento migratorio), le averle passano gran parte della giornata appollaiate su posatoi in evidenza, osservando i dintorni al duplice scopo di individuare eventuali intrusi da scacciare e potenziali prede da catturare.
I richiami dell'averla piccola sono piuttosto aspri e acuti: l'animale li emette frequentemente per avvertire i conspecifici nei dintorni di non sconfinare dal proprio territorio, caso in cui i richiami divengono più alti e corti e vengono accompagnati al movimento eccitato della coda in su e in giù, postura che generalmente precede l'attacco.

### Alimentazione

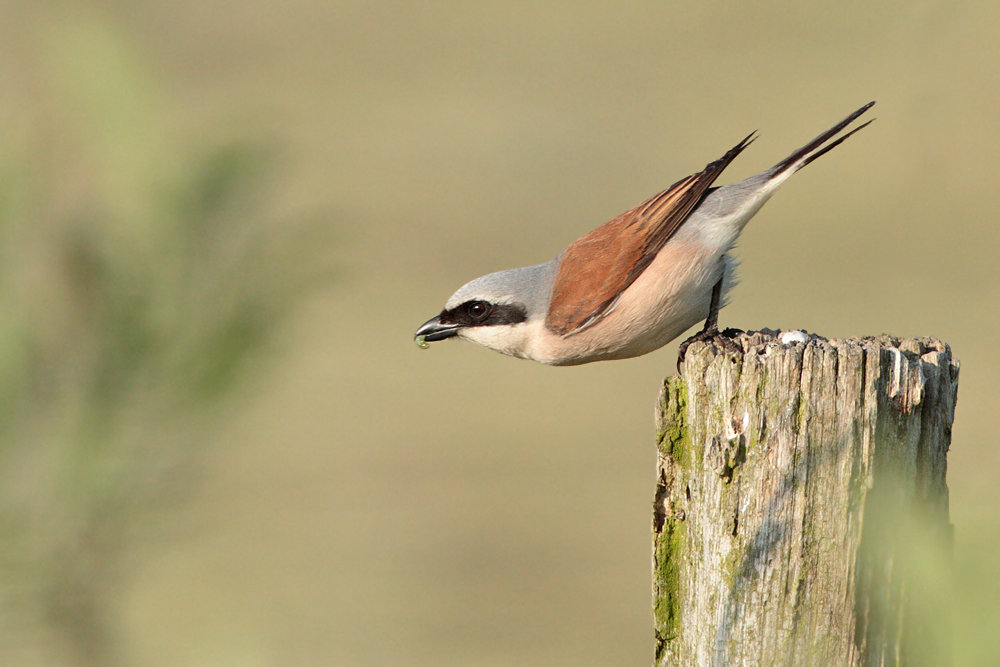
Maschio con cibo nel becco a Wolfsburg.

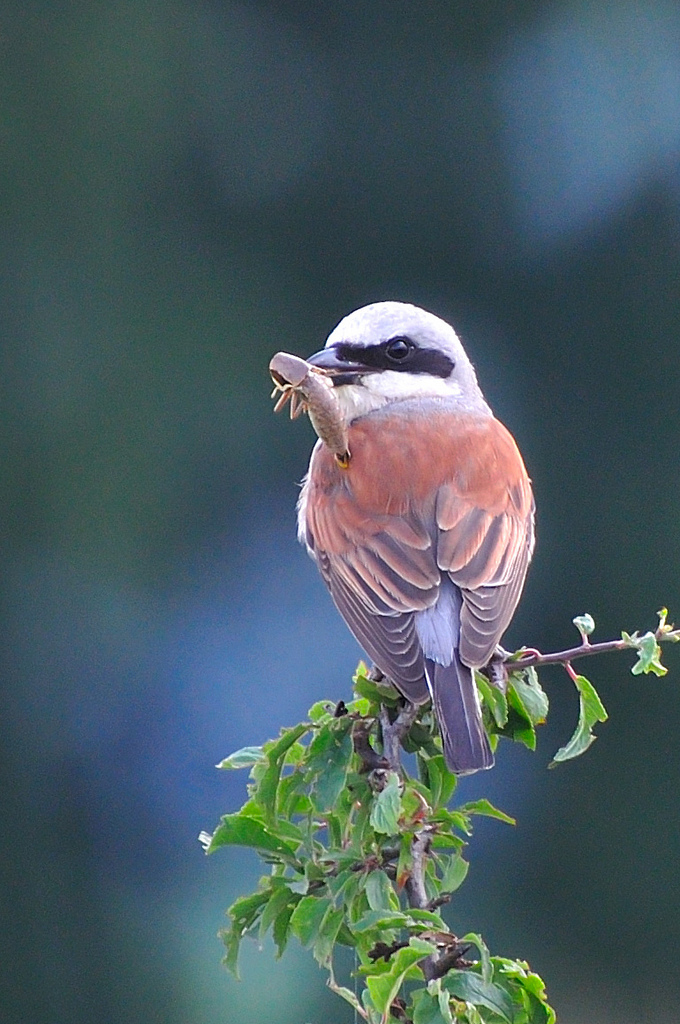
Maschio con cibo nel becco ad Ariège.

L'averla piccola è un uccello carnivoro e piuttosto opportunista: questi uccelli, infatti, pur cibandosi principalmente di insetti (in particolar modo di coleotteri, imenotteri e ortotteri) e altri invertebrati, si nutrono inoltre di tanto in tanto anche di piccoli vertebrati (piccoli uccelli e mammiferi, lucertole e rane).
Questi animali stazionano su posatoi sopraelevati dai quali possono avere una buona visuale dei dintorni, e dai quali planano sulle eventuali prede di passaggio, ghermendole con gli artigli e straziandole col becco, per poi portarle in volo al proprio posatoio: come quasi tutte le averle, anche l'averla piccola ha l'abitudine di infilzare il cibo in eccesso su supporti spinosi (filo spinato, spine di rovi o altri cespugli e alberi).

### Riproduzione

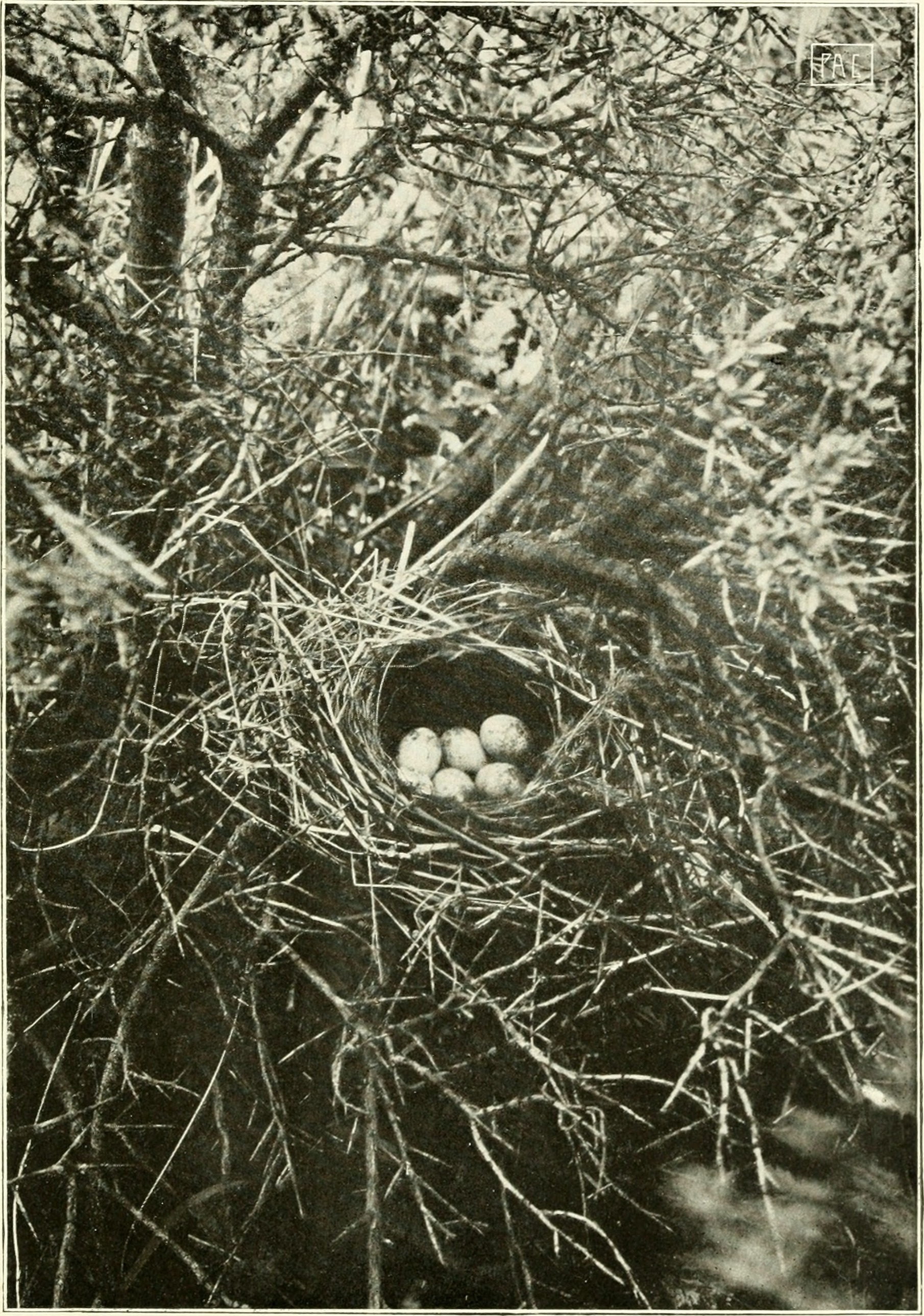
Nido nei Paesi Bassi.

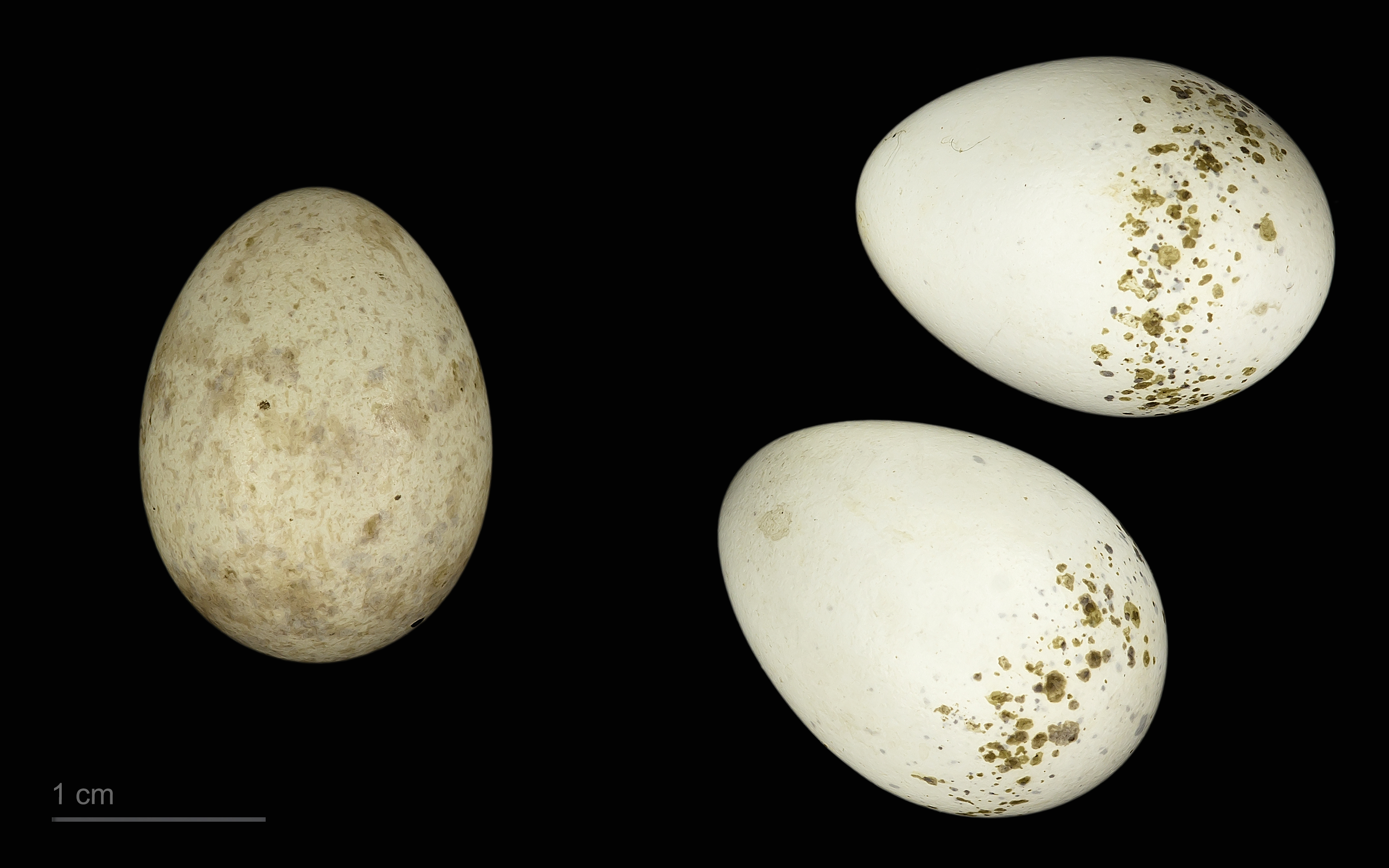
Uovo di Cuculus canorus canorus in un nido di Lanius collurio Museo di Tolosa

Si tratta di uccelli monogami, le cui coppie tendono a riunirsi anno dopo anno subito dopo la migrazione verso i terreni riproduttivi, cercando ogni anno di occupare gli stessi territori riproduttivi.

La stagione riproduttiva comincia in maggio (con le popolazioni più settentrionali che cominciano generalmente a riprodursi un paio di settimane dopo quelle diffuse a latitudini più temperate) e si protrae fin verso la fine di luglio: durante il periodo degli amori le coppie portano di norma avanti una singola covata, con le popolazioni dell'Europa centrale che mostrano maggiore tendenza a portare avanti due covate l'anno rispetto alle altre.
Il nido, a forma di coppa piuttosto profonda, viene costruito fra i rami di un cespuglio o un albero, a non troppa distanza dal suolo: alla sua edificazione partecipano entrambi i sessi, che utilizzano all'uopo rametti e fibre vegetali, foderando l'interno con materiale più morbido sempre di origine vegetale, talvolta con aggiunta di piume.

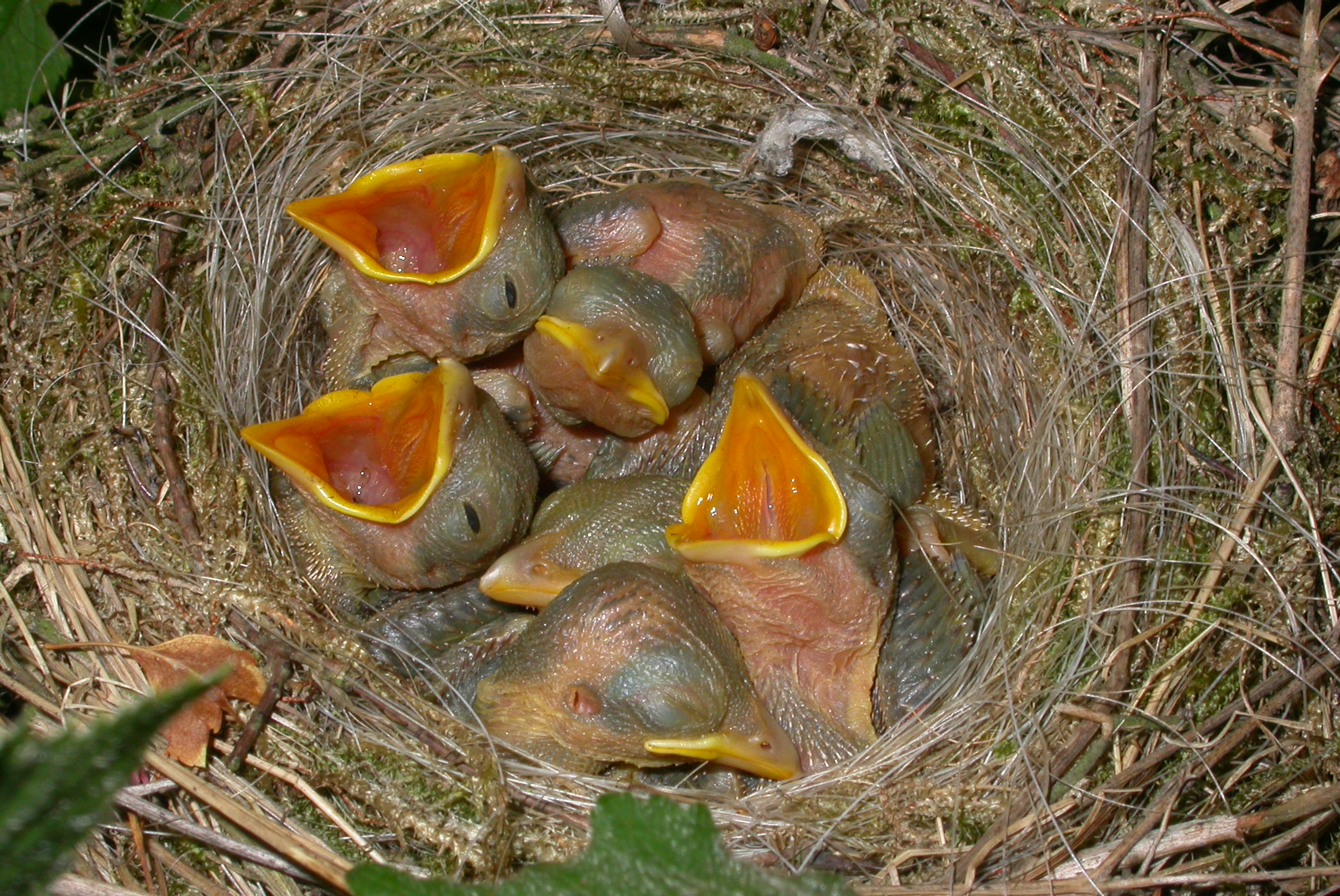
Nido con pulli a Namur.

All'interno del nido, la femmina depone 3-6 uova di colore beige, munite di rada screziatura più scura in particolar modo sul polo ottuso: è la sola femmina a occuparsi della cova, che dura circa due settimane, mentre il maschio nel frattempo si premura di procurare il cibo per la compagna e di difendere il territorio e il nido da eventuali intrusi o pericoli.

Al termine della cova schiudono pulli ciechi e implumi, i quali vengono accuditi e imbeccati da ambedue i genitori: in tal modo, essi divengono in grado d'involarsi attorno ai venti giorni di vita, affrancandosi completamente dai genitori attorno al mese dalla schiusa.

## Distribuzione e habitat

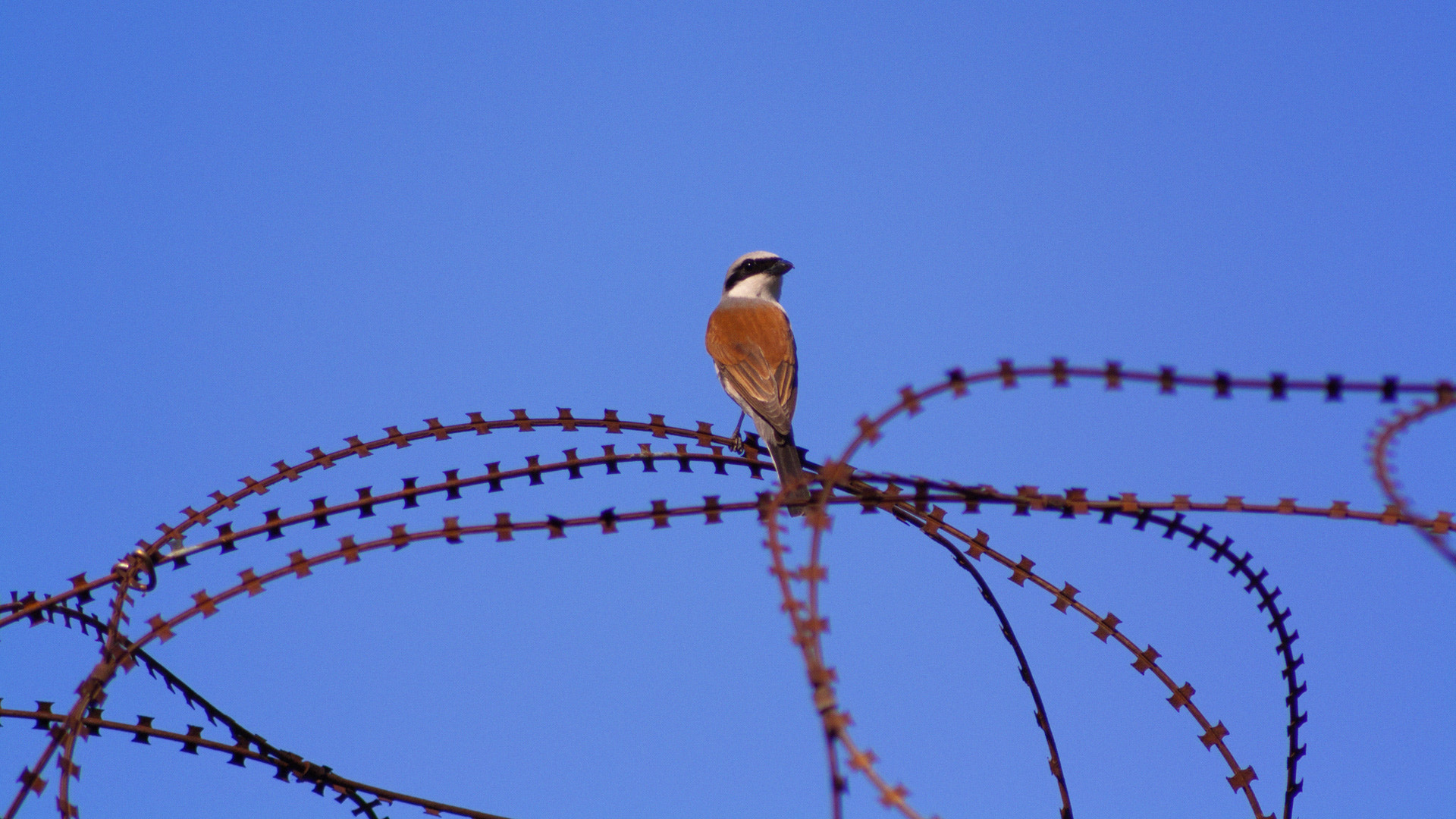
Maschio in Germania.

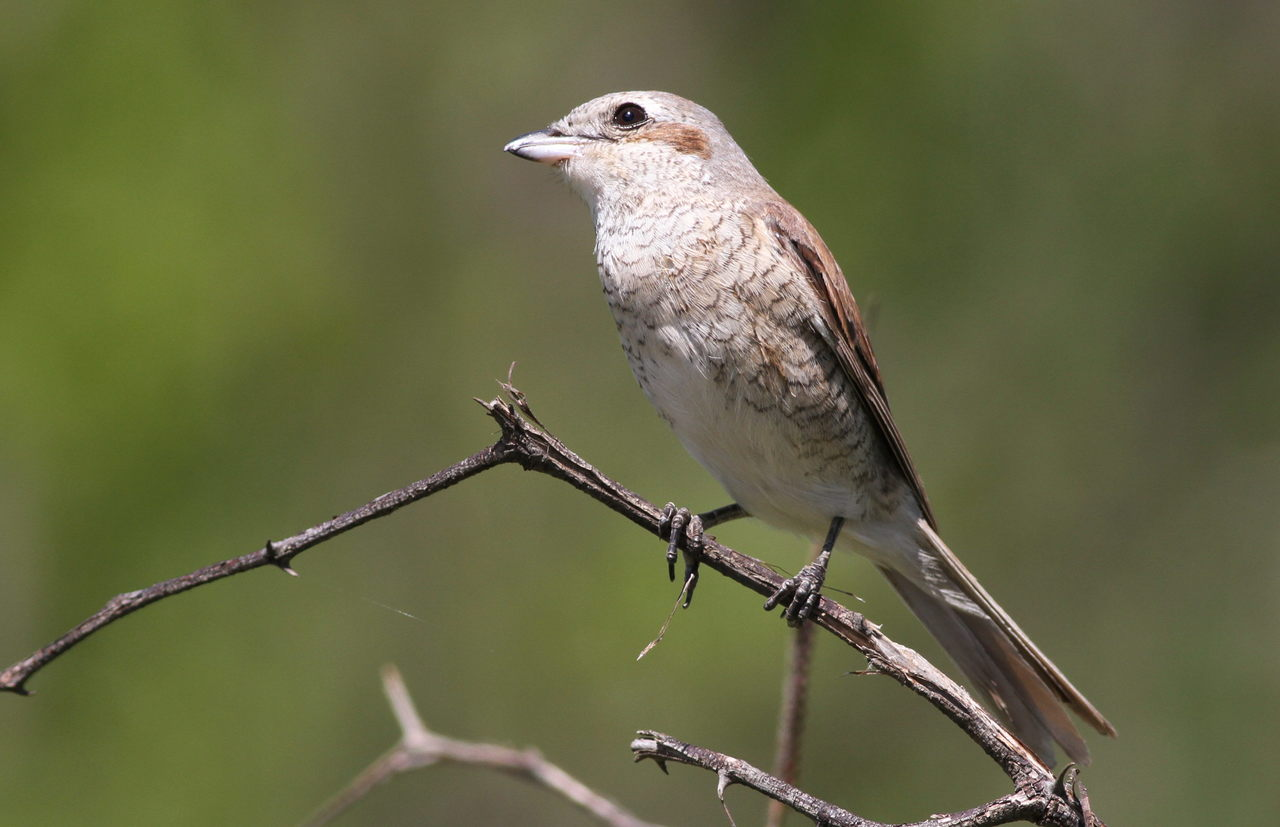
Femmina nel parco nazionale Marakele.

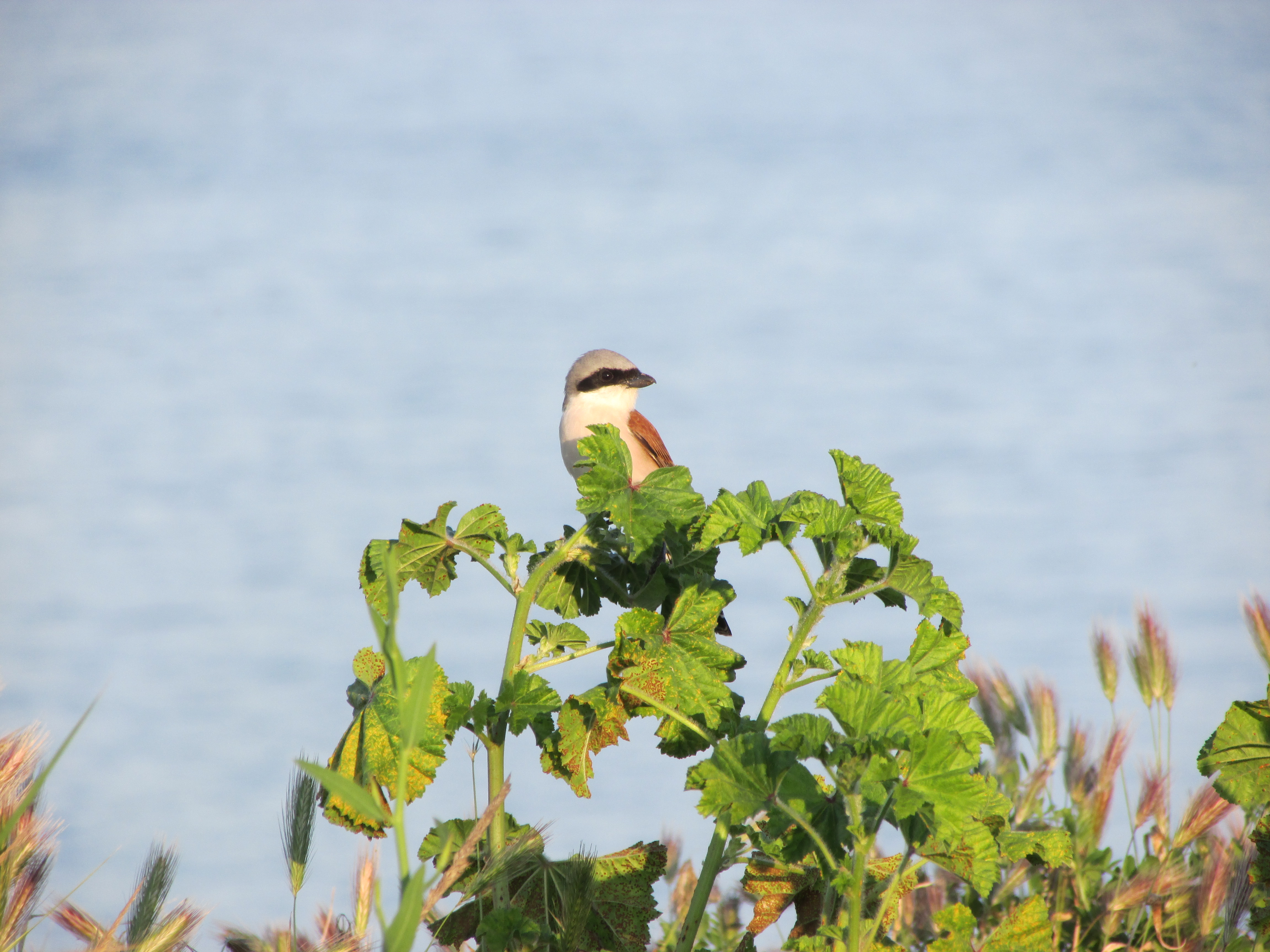
Maschio sull'Isola dei Serpenti.

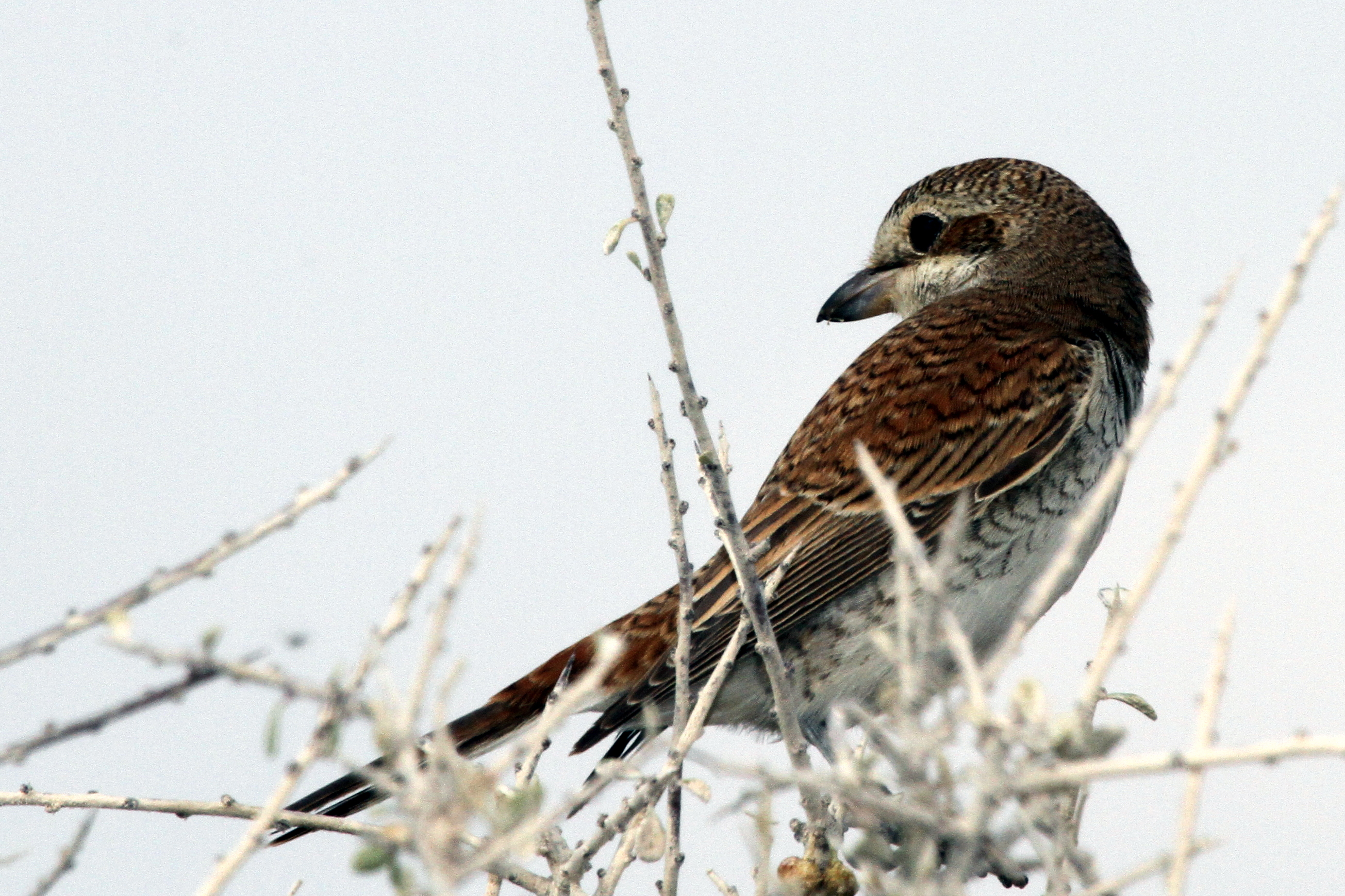
Femmina nei pressi di Gezer.

L'averla piccola è un uccello migratore: durante i mesi caldi, questi uccelli sono diffusi in gran parte dell'Europa (dalla Galizia al centro-sud della penisola scandinava, mancando da gran parte della penisola iberica, dal nord della Francia e dalle isole britanniche) a est attraverso l'Anatolia, il Levante, il Caucaso e il nord-ovest dell'Iran fino alla Siberia centrale (Altai nord-occidentale). Col sopraggiungere della stagione fredda, essi si spostano verso sud, raggiungendo i siti di svernamento in un'area che si estende dal Sudan sud-orientale al Capo orientale attraverso il Corno d'Africa, l'Africa Orientale, la regione dei Grandi Laghi, Mozambico, Zambia, Katanga, Angola sud-orientale, Namibia centrale e orientale e Africa meridionale. L'avvistamento di esemplari ascrivibili a questa specie nel Sahel è enigmatica, in quanto non è ancora dato di sapere se si tratti di esemplari in dispersione durante le migrazioni o di popolazioni riproduttive in situ.

In Italia l'averla piccola è presente grossomodo in tutto il territorio nazionale, Sardegna compresa (mentre è quasi completamente assente dalla penisola salentina e in Sicilia).
L'habitat di questi uccelli è costituito dalle aree pianeggianti o gentilmente declivianti a clima secco, caratterizzate da copertura erbosa con presenza di cespugli o alberi isolati: l'averla piccola colonizza inoltre senza problemi le aree agricole e suburbane.

## Tassonomia
Sebbene alcuni autori riconoscano fino a quattro sottospecie (vale a dire, oltre alla nominale, kobylini del Vicino Oriente, pallidifrons della Siberia e juxtus dell'Inghilterra), l'averla piccola è considerata una specie monotipica, molto vicina alle congeneri averla bruna, averla daurica e averla codirossa, con le quali (in particolar modo con l'ultima) si ibrida diffusamente nelle aree di sovrapposizione dei rispettivi areali e con cui è stata a più riprese accorpata a formare una singola specie.

## Stato di conservazione
Sebbene la specie venga classificata come "a rischio minimo" dall'IUCN in virtù dell'ampio areale, le popolazioni di averla piccola sono in diminuzione su scala globale: una volta comune in Inghilterra, a più riprese durante il XX secolo vi sono stati periodi durante i quali pochi o nessun esemplare sono rientrati anno dopo anno dalle migrazioni invernale, e attualmente solo poche coppie nidificano sull'isola in luoghi tenuti segreti.
Come per tutte le averle, si tratta di una specie non cacciabile ai sensi della legge 157/92.